# Margarinotus pluto
Margarinotus pluto är en skalbaggsart som först beskrevs av Thomas Casey 1893.  Margarinotus pluto ingår i släktet Margarinotus och familjen stumpbaggar. Inga underarter finns listade i Catalogue of Life.